# Patrouille des Glaciers
A Patrouille des Glaciers egy sítalpakon zajló hegyi versenytúra melyet minden második évben, április végén rendez meg a Svájci Hadsereg. A versenyen mind katonai, mind pedig civil résztvevők indulhatnak. A versenyt Valais kanton déli részén a Penini Alpokban. 
A Patrouille des Glaciers a La Grande Course versenyek egyik állomása, amelybe a legfontosabb hegyi síversenyek tartoznak. Két különböző hosszúságú versenypálya van, egy normál és egy rövidebb:
A Zermatt-Arolla-Verbier közötti táv 53 kilométer hosszúságú és a magasságkülönbség +3994 és -4090 méter. A magasságkülönbségek nélkül 110 kilométerrel egyenlő.
Az Arolla-Verbier közötti szakasz 27 kilométer hosszúságú és a magasságkülönbség +1881 és - 2341 méter. A magasságkülönbségek nélkül ez 53 kilométer távolsággal egyenlő.

## Fordítás
Ez a szócikk részben vagy egészben  a   Patrouille des Glaciers című angol Wikipédia-szócikk ezen változatának fordításán alapul.  Az eredeti cikk szerkesztőit annak laptörténete sorolja fel. Ez a jelzés csupán a megfogalmazás eredetét és a szerzői jogokat jelzi, nem szolgál a cikkben szereplő információk forrásmegjelöléseként.